# Selezioni giovanili della nazionale maschile di pallacanestro della Turchia
Le selezioni giovanili della nazionale di pallacanestro della Turchia, sono state gestite dalla Federazione cestistica della Turchia e partecipavano ai tornei cestistici internazionali per squadre nazionali, limitatamente a specifiche classi d'età.

## Universitaria
Rappresenta la selezione dei migliori atleti della nazionale turca.

### Partecipazioni
- 1961 - 9°
- 1965 - 15°
- 1970 - 15°
- 2007 - 5°
- 2009 - 6°

- 2011 - 10°
- 2015 - 15°

## Under-20
Rappresenta i migliori giocatori di nazionalità turca di età non superiore ai 20 anni. Partecipa a tutte le manifestazioni internazionali giovanili di pallacanestro per nazioni gestite dalla FIBA.
Nel corso degli anni questa selezione ha subito alcuni cambiamenti nel nome, dovuti agli adeguamenti nelle normative della FIBA in fatto di classificazione delle categorie giovanili.
Agli inizi la denominazione originaria era nazionale Juniores, in quanto la FIBA classificava le fasce di età sotto i 22 anni con la denominazione "juniores". In seguito, denominazione e fasce di età sono state equiparate, divenendo nazionale Under 22. Dal 2000, la FIBA ha modificato nuovamente il tutto, equiparando sotto la dicitura "under 20" sia denominazione che fasce di età. Da allora la selezione ha preso il nome attuale.

### Partecipazioni
Mondiali Under-21
- 1997 - 6º

 Turchia under 22 - Campionato mondiale maschile di pallacanestro Under-22 19974 Abi, 5 Erdoğan, 6 Türkcan, 7 Onan, 8 Okur, 9 Vekiloğlu, 10 Tunçeri, 11 Aydın, 12 Beşok, 13 Yılmaz, 14 Öztas, 15 Türkoğlu,        All. Mehmet Koray
FIBA EuroBasket Under-20
- 1992 - 10°
- 1994 - 6°
- 1996 - 4°
- 1998 -  3º
- 2000 - 6°

- 2002 - 9°
- 2005 - 12º
- 2006 -  2º
- 2007 - 7°
- 2008 - 4º

- 2009 - 6°
- 2010 - 13°
- 2011 - 6°
- 2012 - 9°
- 2013 - 6°

- 2014 -  1º
- 2015 -  3º
- 2016 -  3º
- 2017 - 9°
- 2018 - 5°

- 2019 - 6°
- 2022 - 6°
- 2023 - 7°

 Turchia under 22 - Campionato europeo maschile di pallacanestro Under-22 19924 Tunçkol, 5 Güney, 6 Yıldırım, 7 Koşan, 8 Tekinalp, 9 Kanan, 10 Konuk, 11 Benli, 12 Öztürk, 13 Özyiğit, 14 Koşut, 15 Sarıca,        All. -
 Turchia under 22 - Campionato europeo maschile di pallacanestro Under-22 19944 Özsimitçi, 5 Güney, 6 Bilgin, 7 Beşok, 8 Tekinalp, 9 Öztürk, 10 Konuk, 11 Yıldırım, 12 Kutluay, 13 Çağlan, 14 Yılmaz, 15 Sarıca,        All. -
 Turchia under 22 - Campionato europeo maschile di pallacanestro Under-22 19964 Bibo, 5 Sancar, 6 Tunçeri, 7 Türkcan, 8 Tekinalp, 9 Üçoklar, 10 Kutluay, 11 Erden, 12 Beşok, 13 Öztaş, 14 Yılmaz, 15 Sezgin,        All. Mehmet Koray
 Turchia under 22 - Campionato europeo maschile di pallacanestro Under-22 19984 Abi, 5 Erdoğan, 6 Onan, 7 Güler, 8 Enden, 9 Üçoklar, 10 Tunçeri, 11 Aydın, 12 Vekiloğlu, 13 Okur, 14 Öztas, 15 Türkoğlu,        All. Mehmet Koray
 Turchia under 20 - Campionato europeo maschile di pallacanestro Under-20 20004 Arslan, 5 Veyseloğlu, 6 Güler, 7 Köseoğlu, 8 Çevik, 9 Ademoğlu, 10 Ünver, 11 Özcan, 12 Külçebaş, 13 Solak, 14 Peker, 15 Emre Ekim,        All. Çetin Yavuz
 Turchia under 20 - Campionato europeo maschile di pallacanestro Under-20 20024 Veyseloğlu, 5 Özer, 7 Akın, 8 Özdemir, 9 Ekmen, 10 Okay, 11 Özseven, 12 Arslan, 13 Yoldaş, 14 Bıyık, 15 Yılmaz,        All. Çetin Yavuz
 Turchia under 20 - Campionato europeo maschile di pallacanestro Under-20 20054 Kavaklıoğlu, 5 Doganli, 6 Ermiş, 7 Kaçaniku, 8 Altay, 9 Büker, 10 Çetin, 11 Çankaya, 12 Şerafettin Birgen, 13 Saygın, 14 Erden, 15 Demirel,        All. Orhun Ene
 Turchia under 20 - Campionato europeo maschile di pallacanestro Under-20 20064 Akış, 5 Erden, 6 Altıntığ, 7 Akyol, 8 İlyasova, 9 Kavaklıoğlu, 10 Çetin, 11 Bayav, 12 Aşık, 13 Nalga, 14 Savaş, 15 Demirel,        All. Nihat İziç
 Turchia under 20 - Campionato europeo maschile di pallacanestro Under-20 20074 Akış, 5 Mahmutoğlu, 6 Öner, 7 Batuk, 8 Göktas, 9 Yağmur, 10 Altıntığ, 11 Paçun, 12 Nalga, 13 Demir, 14 Yetim, 15 Savaş,        All. Nihat İziç
 Turchia under 20 - Campionato europeo maschile di pallacanestro Under-20 20084 Balbay, 5 Hersek, 6 Gen, 7 Güney, 8 Yıldız, 9 Önen, 10 Sevinç, 11 Görür, 12 Karabıyık, 13 Tunca, 14 Özcan, 15 Özdemir,        All. Orhun Ene
 Turchia under 20 - Campionato europeo maschile di pallacanestro Under-20 20094 Gen, 5 Kılıçlı, 6 Mahmutoğlu, 7 Karaman, 8 Batuk, 9 Çinko, 10 Yıldırım, 11 Balto, 12 Önen, 13 Çantekin, 14 Özcan, 15 Şirin,        All. Orhun Ene
 Turchia under 20 - Campionato europeo maschile di pallacanestro Under-20 20104 Köksal, 5 Kılıçlı, 6 Mahmutoğlu, 7 Mutaf, 8 Batuk, 9 Karaman, 10 Yıldırım, 11 İncekara, 12 Türkyılmaz, 13 Şanlı, 14 Aldemir, 15 Çantekin,        All. Aleaddin Yakan
 Turchia under 20 - Campionato europeo maschile di pallacanestro Under-20 20114 Töz, 5 Baygül, 6 Şekeroğlu, 7 Köksal, 8 Öngüner, 9 Şenli, 10 Edge, 11 Aksoy, 12 Mutaf, 13 Sönmez, 14 Aldemir, 15 Şanlı,        All. Mustafa Derin
 Turchia under 20 - Campionato europeo maschile di pallacanestro Under-20 20124 Sonsırma, 5 Eroğlu, 6 Candan, 7 Edge, 8 Dokuyan, 9 Geyik, 10 Tunçer, 11 Cantitiz, 12 Çalban, 13 Kizilca, 14 Tekin, 15 Kentli,        All. Ertuğrul Erdoğan
 Turchia under 20 - Campionato europeo maschile di pallacanestro Under-20 20134 Altın, 5 Eroğlu, 6 Candan, 7 Türen, 8 Dokuyan, 9 Geyik, 10 Tuncer, 11 Coşar, 12 Mutlu, 13 Erdoğan, 14 Tekin, 15 Erülkü,        All. Erhan Toker
 Turchia under 20 - Campionato europeo maschile di pallacanestro Under-20 20144 Çevik, 5 Şanlı, 6 Osman, 7 Türen, 8 Birsen, 9 Koşut, 10 Coşar, 11 Özmızrak, 12 Demir, 13 Altunbey, 14 Yaşar, 15 Erülkü,        All. Erhan Toker
 Turchia under 20 - Campionato europeo maschile di pallacanestro Under-20 20154 Uğurlu, 5 Şanlı, 6 Özdemiroğlu, 7 Arar, 8 Birsen, 9 Koşut, 10 Geçim, 11 Özmızrak, 12 Demir, 13 Ulubay, 14 Yaşar, 15 Celep,        All. Taner Günay
 Turchia under 20 - Campionato europeo maschile di pallacanestro Under-20 20164 Bayram, 5 Uğurlu, 6 Özdemiroğlu, 7 Arslan, 8 Geçim, 9 Baykan, 10 Çevik, 11 Arar, 12 Akyel, 13 Ulubay, 14 Yurtseven, 15 Güven,        All. Ömer Uğurata
 Turchia under 20 - Campionato europeo maschile di pallacanestro Under-20 20171 Yurtseven, 3 Durmaz, 4 Al, 7 Taşkıran, 8 Ülker, 18 Arna, 21 Havsa, 33 Karahan, 35 Atar, 48 Doğan, 51 Yılmaz,        All. Selçuk Ernak
 Turchia under 20 - Campionato europeo maschile di pallacanestro Under-20 20182 Hazer, 4 Al, 5 Tanisan, 8 Mustafa, 9 Bayar, 10 Bitim, 11 Senel, 14 Onar, 17 A. Erdoğan, 33 Karahan, 35 Atar, 48 Doğan,        All. Serkan Erdoğan
 Turchia under 20 - Campionato europeo maschile di pallacanestro Under-20 20191 Mustafa, 2 Hazer, 4 Akay, 5 Tanisan, 6 Saybir, 9 Aydoğan, 10 Bitim, 11 Senel, 17 Dora, 22 Kabaca, 32 Sarikaya, 35 Atar,        All. Serkan Erdoğan
 Turchia under 20 - Campionato europeo maschile di pallacanestro Under-20 20220 Şen, 3 Yüceoral, 4 Ozcelik, 5 Görener, 6 Çekici, 9 Peksarı, 12 Karalar, 14 Çoban, 17 Öncü, 22 Taşkın, 23 Mutaf, 34 Bona,        All. Semh Soguksu
 Turchia under 20 - Campionato europeo maschile di pallacanestro Under-20 20233 Büyüktuncel, 5 Efeoğlu, 7 Tuna, 9 Adıgüzel, 10 Kuntker, 11 Çal, 14 Vatan, 20 Konan, 21 Yiğitoğlu, 22 Mestoğlu, 24 Ozcelik, 30 Yildizoglu,        All. Fikret Doğan

## Under-19
Rappresenta i migliori giocatori di nazionalità turca di età non superiore ai 19 anni. Partecipa a tutte le manifestazioni internazionali giovanili di pallacanestro per nazioni gestite dalla FIBA.

### Partecipazioni
Mondiali Under-19
- 2003 - 8°
- 2007 - 7°
- 2015 -  3°
- 2021 - 9°
- 2023 -  3°

 Turchia under 19 - Campionato mondiale maschile di pallacanestro Under-19 20034 Pastal, 5 Kaya, 6 Demirel, 7 Atsür, 8 Kaçaniku, 9 Topaloğlu, 10 Kutruza, 11 Göktug Ezel, 12 Daloglu, 13 Koroğlu, 14 Saygın, 15 Beyaz,        All. -
 Turchia under 19 - Campionato mondiale maschile di pallacanestro Under-19 20074 Balbay, 5 Özurganci, 6 Hacioğlu, 7 Turgut, 8 Özkan, 9 Çipa, 10 Sevinç, 11 Kocabalkan, 12 Aydoğan, 13 Tunca, 14 Özcan, 15 Selen,        All. Orhun Ene
 Turchia under 19 - Campionato mondiale maschile di pallacanestro Under-19 20154 Bayram, 5 Uğurlu, 6 Özdemiroğlu, 7 Arslan, 8 Geçim, 9 Baykan, 10 Korkmaz, 11 Arar, 12 Olmaz, 13 Ulubay, 14 Alemdaroğlu, 15 Güven,        All. Ömer Ugurata
 Turchia under 19 - Campionato mondiale maschile di pallacanestro Under-19 20211 Yılmaz, 4 Büyüktuncel, 5 Görener, 7 Onan, 8 Ülker, 12 Yıldızoğlu, 13 Ekşioğlu, 14 Haltalı, 17 Tuna, 21 Yiğitoğlu, 23 Mutaf, 34 Bona,        All. Derviş Güney

## Under-18
Rappresenta i migliori giocatori di nazionalità turca di età non superiore ai 18 anni. Partecipa a tutte le manifestazioni internazionali giovanili di pallacanestro per nazioni gestite dalla FIBA.
Nel corso degli anni questa selezione ha subito alcuni cambiamenti nel nome, dovuti agli adeguamenti nelle normative della FIBA in fatto di classificazione delle categorie giovanili.
Agli inizi la denominazione originaria era Nazionale Cadetti, in quanto la FIBA classificava le fasce di età dai 16 ai 18 anni con la denominazione "cadetti". Dal 2000, la FIBA ha modificato il tutto, equiparando sotto la dicitura under 18, sia denominazione che fasce di età. Da allora la selezione ha preso il nome attuale.

### Partecipazioni
FIBA EuroBasket Under-18
- 1968 - 4°
- 1970 - 11°
- 1972 - 11°
- 1974 - 13°
- 1976 - 9°

- 1978 - 8°
- 1980 - 9°
- 1984 - 8°
- 1988 - 7°
- 1990 - 9°

- 1994 - 9°
- 1996 - 5°
- 1998 - 11°
- 2002 - 5°
- 2004 -  2°

- 2005 -  2°
- 2006 - 4°
- 2007 - 8°
- 2008 - 9°
- 2009 -  3°

- 2010 - 9°
- 2011 -  3°
- 2012 - 9°
- 2013 -  1°
- 2014 -  1°

- 2015 -  2°
- 2016 - 12°
- 2017 - 4°
- 2018 - 12°
- 2019 -  2°

- 2022 -  2°

Altre Manifestazioni
- Torneo Albert Schweitzer: 1

2004

## Under-17
Rappresenta i migliori giocatori di nazionalità turca di età non superiore ai 16 anni. Partecipa a tutte le manifestazioni internazionali giovanili di pallacanestro per nazioni gestite dalla FIBA.

### Partecipazioni
- 2016 -  2°
- 2018 - 5°
- 2024 -  3°

## Under-16
Rappresenta i migliori giocatori di nazionalità turca di età non superiore ai 16 anni. Partecipa a tutte le manifestazioni internazionali giovanili di pallacanestro per nazioni gestite dalla FIBA.
Nel corso degli anni questa selezione ha subito alcuni cambiamenti nel nome, dovuti agli adeguamenti nelle normative della FIBA in fatto di classificazione delle categorie giovanili.
Agli inizi la denominazione originaria era Nazionale Allievi, in quanto la FIBA classificava le fasce di età dai 16 ai 18 anni con la denominazione "allievi". Dal 2000, la FIBA ha modificato il tutto, equiparando sotto la dicitura under 18, sia denominazione che fasce di età. Da allora la selezione ha preso il nome attuale.

### Partecipazioni
FIBA EuroBasket Under-16
- 1971 - 8°
- 1973 - 8°
- 1977 -  1°
- 1979 - 10°
- 1981 - 6°

- 1983 - 9°
- 1985 - 8°
- 1987 - 10°
- 1989 - 4°
- 1991 - 4°

- 1993 - 4°
- 1995 - 7°
- 1999 -  3°
- 2001 - 7°
- 2003 -  2°

- 2004 -  3°
- 2005 -  1°
- 2006 - 8°
- 2007 - 4°
- 2008 -  3°

- 2009 - 8°
- 2010 -  3°
- 2011 - 7°
- 2012 -  1°
- 2013 - 7°

- 2014 - 4°
- 2015 -  3°
- 2016 -  3°
- 2017 - 5°
- 2018 -  3°

- 2019 - 5°
- 2022 - 8°